# Río Lama (Vagái)
El río Lama (en ruso: Лама) es un río del óblast de Tiumén, en Rusia. Es un afluente por la derecha del río Vagái, que lo es del río Irtysh, y éste a su vez del río Obi, a cuya cuenca hidrográfica pertenece.

## Geografía
Su curso tiene una longitud de 12 km. Nace a 128 m sobre el nivel del mar 5 km al oeste de Róbchuki y se dirige al este hasta esa localidad, donde gira al sureste para desembocar a 87 m de altura en Ust-Lámenka en el Vagái, a 481 km de su desembocadura en el Irtysh en el pueblo de Vagái.